# Pleuroziaceae
Pleuroziaceae là họ địa tiền lá duy nhất trong bộ Pleuroziales, trước đây được xếp trong bộ Jungermanniales.

## Phân loại
Pleuroziaceae bao gồm 1 chi còn sinh tồn là Pleurozia, nhưng phiên bản hiện tại của The Plant List vẫn công nhận chi Eopleurozia.